# Erebus Montes
Erebus Montes és un grup de muntanyes al quadrangle Diacria de Mart, localitzat a 35.66° Nord i 185.02° Oest. Té 811 km de diàmetre i va rebre el nom d’un tret albedo al 26° Nord, 182° Oest.

Part del nord d'Erebus Montes basat en THEMIS